# Funny Side of Life
Funny Side of Life (conocido en Argentina como La vida en broma) es un documental de comedia y familiar de 1963, a cargo de la dirección estuvo Harry Kerwin, escrito por Arthur A. Ross, Sam Taylor, Tim Whelan y Ted Wilde, musicalizado por Walter Scharf, y el único protagonista es Harold Lloyd. Este largometraje se estrenó el 1 de agosto de 1963.

## Sinopsis
Harold Lloyd da a conocer un compilado donde se pueden apreciar las mejores escenas de sus obras de la década de 1920.